# Lione Pascoli
Lione Pascoli (Perugia, 1674 – Roma, 1744) è stato uno scrittore e collezionista d'arte italiano.
Alessandro Pascoli era suo fratello maggiore. A sedici anni si trasferisce a Roma dove si laurea in diritto canonico e civile.
Compose la sua attività di erudito dividendosi tra la storiografia dell'arte e l'economia politica. Inaugurò la serie dei cronisti artistici del XVIII secolo scrivendo le Vite de' pittori, scultori ed architetti moderni, pubblicato in Roma nel 1730, lasciandoci un'importante fonte cognitiva sul tardo barocco romano.
Redasse pure Le vite de' più celebri artisti viventi, tuttora presenti nelle copie originali nella collezione Mariotti a Perugia.
Le teorie economiche di Lione Pascoli propugnavano abolizioni delle tasse interne, facilitavano la libera esportazione dei prodotti agricoli, il divieto di esportare materie prime e d'importare prodotti industriali. Visione tutto sommato protezionistica, soltanto un po' addolcita da qualche concessione per il mercantilismo.
La sua opera precedette le riforme attuate da Pio VI, ma soprattutto da Pietro Leopoldo di Toscana.
Agli interessi giuridici affiancò una grande passione per l'arte nella duplice veste di collezionista e scrittore. Raccolse infatti una ricca collezione d'arte, comprendente oltre trecento opere, tra le quali erano largamente rappresentati i cosiddetti "generi minori" delle nature morte, delle battaglie, delle bambocciate.
La collezione, in seguito ai numerosi passaggi ereditari, è stata smembrata. L'ultimo nucleo ancora oggi esistente comprende circa quaranta tele conservate nella Pinacoteca Comunale di Deruta (PG).

## Artisti presenti nelle "Vite dei pittori, scultori e architetti moderni (vol. I)"
PITTORI
- Pietro Berrettini (Pietro da Cortona) (p. 3)
- Andrea Sacchi (p. 15)
- Claude Lorrain (Claudio Gellee) (p. 20)
- Michelangelo Cerquozzi (p. 31)
- Andrea Camassei (p. 38)
- Giovanni Francesco Grimaldi (p. 45)
- Gian Domenico Cerrini (p. 51)
- Gaspard Dughet (p. 57)
- Salvator Rosa (p. 63)
- Luigi Scaramuccia (p. 87)
- Giovan Francesco Romanelli (p. 93)
- Charles Le Brun (p. 105)
- Jacopo Cortesi (p. 112)
- Pier Francesco Mola (p. 122)
- Giacinto Brandi (p. 129)
- Carlo Maratti (p. 134)
- Guillaume Courtois (Guglielmo Cortese) (p. 149)
- Carlo Cignani (p. 155)
- Ciro Ferri (p. 171)
- Pietro Mulier (177)
- Niccolò Berrettoni (p. 185)
- Pietro Francesco Garoli (p. 190)
- Giovan Battista Gaulli (il Baciccio) (p. 194)
- Giuseppe Bartolomeo Chiari (p. 209)
- Giuseppe Passeri (p. 217)
- Pietro de’ Pietri (p. 223)
- Benedetto Luti (p. 228)

SCULTORI
- Ercole Ferrata (p. 237)
- Antonio Raggi (p. 248)
- Domenico Guidi (p. 252)
- Melchiorre Cafà (p. 256)
- Camillo Rusconi (p. 259)
- Pierre Legros (p. 271)
- Angelo De Rossi (p. 305)

ARCHITETTI
- Galeazzo Alessi (p. 279)
- Giulio Danti (p. 287)
- Francesco Borromini (p. 298)
- Carlo Rainaldi (p. 306)
- Giovanni Antonio De Rossi (p. 316)
- Mattia de Rossi (p. 322)

## Artisti presenti nelle "Vite dei pittori, scultori e architetti moderni (vol. II)"
PITTORI
- Giovanni Battista Calandra (p. 23)
- Bernardino Gagliardi (p. 35)
- Antonino Barbalunga Alberti (p. 46)
- Mario Nuzzi (p. 57)
- Francesco Cozza (p. 65)
- Francesco Lauri (p. 75)
- Pietro del Pò (p. 91)
- Mattia Preti (p. 103)
- Giovanni Angelo Canini (p. 114)
- Giovanni Maria Morandi (p. 126)
- Filippo Lauri (p. 137)
- Lazzaro Baldi (p. 153)
- Carlo Cesi (p. 163)
- Cesare Pronti (p. 176)
- Giovanni Andrea Carlone (p. 188)
- Giuseppe Ghezzi (p. 199)
- Giovanni Bonati (p. 211)
- Giovanni Battista Benaschi (p. 223)
- Luigi Garzi (p. 235)
- Andrea Pozzo (p. 245)
- Giovanni Battista Buoncuore (p. 276)
- Antonio Gherardi (p. 287)
- Ludovico Gimignani (p. 298)
- Giacinto Calandrucci (p. 308)
- Daniel Seiter (p. 317)
- Buonaventura Lamberti (p. 331)
- Carlo Di Voglar (p. 339)
- Christian Reder (p. 349)
- Christian Berentz (p. 357)
- Franz Werner Von Tamm (p. 368)
- Sebastiano Ricci (p. 378)
- Giovanni Odazzi (p. 386)
- Andrea Procaccini (p. 399)

SCULTORI
- Francesco Mochi (p. 411)
- Giuliano Finelli (p. 423)
- Andrea Bolgi (p. 436)
- Lazzaro Morelli (p. 445)
- Paolo Naldini (p. 457)
- Giacomo Antonio Fancelli (p. 467)
- Giuseppe Mazzuoli (p. 477)
- Pierre-Étienne Monnot (p. 487)

ARCHITETTI
- Carlo Maderno (p. 501)
- Onorio Longhi (p. 510)
- Giovanni Battista Soria (p. 522)
- Giovanni Battista Gisleni (p. 532)
- Carlo Fontana (p. 542)
- Giovanni Battista Contini (p. 551)

## Opere
- Vite de pittori, scultori, ed architetti moderni (VOL.I). Rossi, Roma 1730 digital
- Vite de pittori, scultori, ed architetti moderni (VOL.II). Rossi, Roma 1730 digital